# 土屋勝義
土屋 勝義（つちや かつよし、1963年4月1日 - ）は、日本の写真家。 日本写真協会会員。

## 来歴
東京都築地で生まれ育つ。明治大学付属中野高等学校を経て、1983年に東京工芸大学短期大学を卒業（旧写大）。
1983年に六本木スタジオに入りチーフアシスタントを経て、1986～1989年篠山紀信に師事。助手を務め、1989年に独立して土屋勝義写真事務所を設立。2006年から現在までCAPAの表紙撮影を担当。EOS学園東京校講師を務めている。
2019年に葛飾応為の夜桜の浮世絵に発想を得て撮影した「東京夜桜美人」の写真展を開催。交番の横や、橋のたもと、公園など、あえて氏の半径2.5kmにある身近な街角の桜を選び、日没後の淡いネオンの下で舞う夜桜とともにモデルの姿を撮影した。
医療従事者応援ライトアップで隅田川の水面がブルーになったコロナ時期に「東京橋美人」を撮影。
つかこうへい氏から「土屋勝義のやさしすぎる目がレンズを通すと！狂気を持つ瞬間がすきである」と記した。
ヨドバシカメラの正月企画である新春記念撮影会で、2019年からヨドバシ横浜の担当として多数の利用客に写真館と同様の撮影を実施している。

## 写真展・作品
- 2000年 「勇き光の戦士たち」～つかこうへいの世界～（ミノルタフォトスペース）
- 2004年 「AND　ENDLESSの世界～FANTASISTA」（コニカミノルタギャラリー）
- 2009年 「瞳の中の少女」～滝沢カレン17才～（ルデコ）
- 2008年 「日中文化交流写真展.参加」（東京国際フォーラム・紫禁城）
- 2010年 「瞳の中天使」～滝沢カレン～（キヤノンギャラリー）
- 2016年 「築地ラビリンス」（築地ふげん社）
- 2019年 「東京夜桜美人」（キヤノンギャラリー）
- 2022年 「東京橋美人」（ピクトリコギャラリー）
- 2024年 「The49th Exhibition of The JPS -Professional Members Exhibition 2024-」(東京都写真美術館・京都市美術館別館)